# Émile de Hesse-Darmstadt
Emil (ou Aemilianus) Maximilian Leopold von Hessen und bei Rhein (né le 3 septembre 1790 à Darmstadt, mort le 30 avril 1856 à Baden-Baden) est un prince de Hesse.

## Biographie
Émile de Hesse-Darmstadt est le quatrième fils du grand-duc Louis Ier de Hesse et de son épouse Louise de Hesse-Darmstadt (1761-1829). Son frère Louis est grand-duc de Darmstadt.
Contrairement à ses frères, Émile ne cherche pas un commandement étranger, mais fait carrière dans l'armée de Hesse. Durant les guerres napoléoniennes comme lors de la campagne d'Allemagne, il prend différentes décisions en 1809 qui lui valent le respect de Napoléon. Il reçoit le commandement des troupes de l'armée de Hesse.
En raison de la constitution du Grand-Duché de Hesse, le prince Émile est membre de la première Chambre des Landstände (de) du Grand-duché (de) et le président de 1832 à 1849. Il préconise d'abord une politique orientée vers l'Autriche et rejette l'union douanière avec la Prusse. Il est considéré comme l'un des membres les plus importants du conservatisme du sud de l'Allemagne. Lors de la Révolution de Mars, il refuse les réformes libérales.
Le prince hérite en 1830 du palais et du jardin qui étaient les propriétés de l'ancien ministre Friedrich Karl von Moser à Darmstadt. Le palais porte aujourd'hui le nom de Prinz-Emil-Schlösschen (de).
Sans alliance, Émile de Hesse-Darmstadt meurt sans postérité.

## Sources, notes et références
1. ↑  Michel Huberty - Alain Giraud - F. et B. Magdeleine, L'Allemagne dynastique, tome 1, Le Perreux, les auteurs, 1976 (ISBN 2-901138-01-2), p. 192

- (de) Cet article est partiellement ou en totalité issu de l’article de Wikipédia en allemand intitulé « Emil von Hessen-Darmstadt » (voir la liste des auteurs).
- (de) Philipp Walther, « Emil, Prinz von Hessen und bei Rhein », dans Allgemeine Deutsche Biographie (ADB), vol. 6, Leipzig, Duncker & Humblot, 1877, p. 80-81
- (de) Dieter Schäfer, « Emil », dans Neue Deutsche Biographie (NDB), vol. 4, Berlin, Duncker & Humblot, 1959, p. 478–479 (original numérisé).